# Zacatlán-Ahuacatlán-Tepetzintla-Nahuatl
Het Zacatlán-Ahuacatlán-Tepetzintla-Nahuatl is een variant van het Nahuatl dat gesproken wordt door de Nahua, de oorspronkelijke bewoners van het huidige Mexico. De taal behoort tot de Uto-Azteekse taalfamilie. Bij ISO/DIS 639-3 is de code nhi. Er zijn ongeveer 2000 sprekers (2000). 